# Davor Bernardić
Davor Bernardić (Zágráb, 1980. január 5.) horvát fizikus, parlamenti képviselő, 2016 és 2020 között a Horvát Szociáldemokrata Párt elnöke, és 2022 óta a párt nemzetközi titkára.

## Élete és pályafutása

### Származása
Zágrábban született 1980. január 5-én Damir Bernardić közalkalmazott és Dragica Tešo ápolónő gyermekeként. A nagyapa apai bátyja, Ivan Bernardić a Horvát Parasztpárt (HSS) prominens tagja volt, aki a belgrádi nemzetgyűlésben a HSS képviselőinek meggyilkolása után a Karađorđević-rezsim elleni zágrábi tüntetések egyik szervezője volt. 1928. december 1-jén, a tervezett egyesülési ünnepség napján barátaival három fekete zászlót akasztott ki a zágrábi székesegyházra. A Jugoszláv Királyságban 15 év börtönbüntetésre ítélték, majd 1939-ben, tíz év letöltése után szabadult. A fasiszta horvát rezsim három év börtönre ítélte, mert kapcsolatban állt a Lorković-Vokić-összeesküvés két vezetőjével Mladen Lorković-csal és Ante Vokić-csal, és összetűzésbe került az usztasák egyik fő ideológusával Mile Budakkal. Bár a háború alatt a HSS baloldali frakciójához tartozott, a második világháború után a kommunisták 12 év börtönre ítélték a Marija Radić-csal, Stjepan Radić özvegyével való együttműködéséért. Bernardić nagyapja, Josip Duga Resából származott, szintén a HSS tagja volt. A jugoszláv kommunista rezsim idején üldözték, ezért költözött Ausztriába. Míg az apai ágon a családtagok hazafiak és kereszténydemokrata irányzatúak, addig az anyai ágon a nagyszülők jugoszláv partizánok és a kommunizmus hívei voltak. A nagyapa, Teodor pakráci volt, míg a nagyanya Kata likai, perušići származású volt. Édesapja, aki a horvát függetlenségi háború résztvevője volt, 1998-ban halt meg.

### Tanulmányai
Az általános iskola elvégzése után az ijfú Davor Ruđer Bošković Műszaki Iskolába iratkozott be, ahol jelentős érdeklődést mutatott a matematika és a fizika iránt. Középiskolai tanulmányai során fizikából az országos tehetségi versenyen kétszer első (1996 és 1998) és egyszer (1997) második helyezett volt. Nemzetközi versenyeken és fizikai olimpián tagja volt a válogatottnak. A családi pénzhiány miatt 15 éves korától különféle munkákkal keresett pénzt, többek között fizikát, matematikát, kémiát, majd elektrotechnikát tanított. Fizika szakon végzett a Zágrábi Egyetem Természettudományi és Matematikai Karán, tanulmányai alatt a generáció tanítványának tartották. 2009-ben az egyetem fizikai doktori posztgraduális képzésének tudományos munkatársa lett.

### Politikai pályafutása
Bernardić 1998-ban kapcsolódott be a politikába, amikor 18 évesen csatlakozott a Szociáldemokrata Párthoz. Aktívan részt vett az SDP zágrábi szervezetében, majd a párt zágrábi szervezete ifjúsági fórumának elnöke (2005–2007), az igazgatóság tagja ( 2005–2009) és a zágrábi közgyűlés tagja (2007–2009) lett. 2008 és 2010 között Bernardić a párt Ifjúsági Fórumának elnöke, 2008 és 2012 között pedig az SDP vezetőségének tagja volt.
2010. május 5-én Bernardić legyőzte Ivo Jelušićot (Zágráb akkori alpolgármesterét), megszerezve a voksukat leadott SDP-tagok szavazatainak 63,3 százalékát, és az SDP zágrábi szervezetének vezetője lett. A zágrábi közgyűlésben az SDP frakciójának elnöke is volt. 2013. október 20-án újraválasztották az SDP zágrábi szervezetének élére.
2008-ban kapcsolódott be az országos politikába, amikor az akkor még SDP-tag Milan Bandić helyére megválasztott parlamenti képviselő lett. A 2011-es, 2015-ös, 2016-os, és 2020-as parlamenti választásokon újra beválasztották az Országgyűlésbe.
2016 novemberében Zoran Milanovićot követve őt választották az SPD élére. 2020 júliusában mondott le tisztségéről, miután pártja gyenge teljesítményt nyújtott a parlamenti választásokon. Az új pártelnök megválasztásáig Zlatko Komadinát nevezték ki megbízott pártvezetőnek.

## Magánélete
Bernardić 2011. április 29-én feleségül vette Irena Coljak közgazdászt, de 2019 októberében kiderült, a pár elvált. A középiskola alatt kosárlabdázott, judozott, karatézott és kung-fuzott is. Folyékonyan beszél angolul, franciául tanul.
Bernardić római katolikus vallású, aki úgy gondolja, hogy „a hit személyes ügy, és mindenkinek szabadon kell kifejeznie azt a maga számára legmegfelelőbb módon, hozzátéve, hogy a szociáldemokratáknak ki kell állniuk a szolidaritás, az emberi méltóság és az egyenlőség mellett. Ezek azok az értékek, amelyeken a keresztény tanítás alapul.” Elzarándokolt Máriabesztercére.

## Fordítás
- Ez a szócikk részben vagy egészben  a   Davor Bernardić című angol Wikipédia-szócikk ezen változatának fordításán alapul.  Az eredeti cikk szerkesztőit annak laptörténete sorolja fel. Ez a jelzés csupán a megfogalmazás eredetét és a szerzői jogokat jelzi, nem szolgál a cikkben szereplő információk forrásmegjelöléseként.
- Ez a szócikk részben vagy egészben  a   Davor Bernardić című horvát Wikipédia-szócikk ezen változatának fordításán alapul.  Az eredeti cikk szerkesztőit annak laptörténete sorolja fel. Ez a jelzés csupán a megfogalmazás eredetét és a szerzői jogokat jelzi, nem szolgál a cikkben szereplő információk forrásmegjelöléseként.